# Ephialtias
Ephialtias é um gênero de traça pertencente à família Arctiidae.

## Espécies
- Ephialtias choba
- Ephialtias dorsispilota
- Ephialtias monilis
- Ephialtias pseudena
- Ephialtias velutinum